# جوناثان أفيلا مارتينيز
جوناثان أفيلا مارتينيز (بالإسبانية: Jonathan Ávila)‏ (1 نوفمبر 1991 ببوكارامانغا في كولومبيا - ) هو لاعب كرة قدم كولومبي في مركز قلب الدفاع. لعب مع أتلتيكو جونيور وأليانزا بتروليرا.

## وصلات خارجية
- جوناثان أفيلا مارتينيز على موقع قاعدة بيانات كرة القدم.إي يو (الإنجليزية)
- جوناثان أفيلا مارتينيز على موقع Soccerway.com (الإنجليزية)
- جوناثان أفيلا مارتينيز على موقع AS.com (الإسبانية)